# 六一二事件
六一二滋擾案，也稱為六一二事件；發生於台灣戒嚴時期1987年6月12日在台灣台北市的衝突事件。
1987年6月10日，民主進步黨謝長廷、洪奇昌與江蓋世等人發起遊行活動。為戒嚴以來最大規模的遊行活動，刊登廣告聚集群眾，以反對立法院制定動員戡亂時期國家安全法為由，對在立法院內立法委員抗議，在6月12日上午，反共愛國陣線成員許承宗與吳東沂聚集群眾前往立法院門口，舉行其所謂反制民進黨的活動，情緒激動群眾相互叫罵對峙，並有肢體衝突。雙方僵持至13日凌晨1時，始為警方驅散。後謝長廷、洪奇昌與江蓋世遭台北地檢署檢察官陳清碧認為其對於路過之車輛、路人與執行維持秩序之員警施暴，以妨害公務、妨害秩序等罪嫌起訴。謝長廷另起遭訴侮辱公署罪，併合處罰，許承宗與吳東沂，則遭台北地檢署檢察官陳清碧以聚眾施強暴迫罪嫌起訴。

## 六一二滋擾案後續
六一二滋擾案後，一審判有期徒刑及褫奪公權，1990年高等法院改判本案，刑期1年，緩刑4年；之後當然上訴。爭取保住律師資格，謝長廷為躲避法院判決書，將戶籍遷往澎湖縣馬公市蒔裡里五鄰一號的林自琢民宅，造成不少議論。7月7日，愛國陣線成員吳東沂向媒體爆料司法不公，指出首次開庭時，除被告與律師外，不相干的家屬以及支持者也進入管制區，且以公務車接送謝長廷等人到庭應訊，首席檢察官並公開迎接被告，開庭後又以公務車接送其離去；而台北地檢署則回應，因民進黨被告與觀庭親友共有六位擁有立法委員身分，檢方接待他們是為尊重國會議員，而檢方接送只是代表禮貌。另有民眾檢舉市議員關說涉案人。另外，由於當時軍方營運的台灣日報報導「6月12日當天，遊行的群眾是用錢發動的」，結果台灣日報台北辦事處被民進黨支持者抗議並攻擊，其中一位老人被捕入獄，是為台灣日報事件。